# 密苏里大学系统
密苏里大学系统（英語：University of Missouri System）是位于美国密苏里州的一个州立大学系统，包括四所大学、一个医疗保健系统、一个扩展计划和十个研究和技术园区提供集中管理。2023年秋季，四个校区共有61,500多名学生。医疗保健系统在密苏里州中部经营着几家医院和诊所，而扩展计划则在全州范围内提供远程学习和其他教育计划。

## 分校
密苏里大学系统成立于1963年，包括：
- 密苏里大学：成立于1839年，位于哥伦比亚
- 密苏里科技大学：成立于1870年，位于罗拉
- 密苏里大学堪萨斯城分校：成立于1933年，位于堪萨斯城
- 密苏里大学圣路易斯分校